# Gaydari Peak
Der Gaydari Peak (englisch; bulgarisch връх Гайдари wrach Gajdari) ist ein 800 m hoher und vereister Berg an der Loubet-Küste des Grahamlands im Norden der Antarktischen Halbinsel. Er ragt 16,3 km südwestlich des Roygos Ridge, 10,48 km westlich des Mount Bain und 12,5 km nordwestlich des Voit Peak auf. Die Darbel Bay liegt westlich, die Tlachene Cove südlich und der Hopkins-Gletscher südöstlich von ihm.
Britische Wissenschaftler kartierten ihn 1976. Die bulgarische Kommission für Antarktische Geographische Namen benannte ihn 2015 nach der Ortschaft Gajdari im Norden Bulgariens.